# Treasure (album d'Hayley Westenra)
Pour les articles homonymes, voir Treasure.
Albums de Hayley Westenra
Odyssey
(2005) Prayer
(2007)
Treasure est le cinquième album d'Hayley Westenra et son troisième album international. 
L'album est nommé Treasure sur ses versions anglaise, néo-zélandaise et japonaise, et Celtic Treasure sur ses versions américaine, canadienne et australienne

## Description de l'album
Cet album est une célébration des racines celtiques d'Hayley et de l'héritage musical que ses ancêtres lui ont laissé. L'album se compose de chansons traditionnelles irlandaises, de chansons composées par Hayley elle-même, de pièces classiques mais aussi d'une chanson maori, ce qui permet à Hayley de montrer que son pays natal compte aussi beaucoup dans son parcours musical.
L'album a été enregistré à Dublin et Hayley n'a pas souhaité impliquer sa maison de disques dans le choix des chansons afin que l'album conserve son côté personnel.
Hayley dédie cet album à sa grand-mère. Elle écrit sur le livret de l'album: « Je voudrais dédier cet album à ma merveilleuse Nana, Shirley Ireland. »
Elle écrit aussi une note afin d'expliquer son histoire et l'origine de cet album.
« Je viens d'une famille de musiciens et une famille avec un réel sens de l'histoire. Mes ancêtres, qui venaient d'Irlande, firent partie de la première traversée du Midlothian de l'Angleterre vers Christchurch, Nouvelle-Zélande en 1851 – il y a même une plaque à Cathedral Square, Christchurch, qui porte le nom Westenra pour commémorer cela. Quand j'étais petite, ma grand-mère me prenait sur ses genoux et me chantait des chansons comme “Danny Boy” depuis aussi tôt que je peux m'en souvenir, et chacune d'elles avait sa propre histoire, fascinante. Elle-même chanteuse dans le passé, elle a toujours été une source inépuisable de chansons et elle voyageait à travers le pays pour recueillir de nouvelles chansons à chanter. C'est cet héritage musical qu'elle me transmet depuis mon enfance et ce sont beaucoup de ces vieilles et belles chansons que j'ai explorées ici sur mon nouvel album. Mais de nouveaux airs ont dû être écrits, de nouvelles chansons créées sinon nous privons l'avenir d'un passé et j'ai inclus sur mon album quelques nouvelles chansons que j'ai écrites avec des gens que j'ai rencontrés au cours de mes voyages autour du monde. J'aime l'idée que dans les années à venir des chansons que j'ai chantées, et peut-être même quelques-unes que j'ai aidées à créer, pourraient se transmettre de générations en générations jusqu'à ce qu'elles deviennent à leur tour une partie de l'histoire. »
L'album est double disque de platine en Nouvelle-Zélande et s'est vendu à 250 000 exemplaires dans le monde.

## Détail des chansons
(Hayley elle-même a détaillé les chansons et expliqué leur provenance. Ce qui suit est la traduction de ses descriptions)
- Let Me Lie : « C'est une chanson originale que j'ai coécrite avec Sarah Class, qui a arrangé la musique pour mon premier album, Pure. C'était un beau jour ensoleillé de juin à Londres. J'étais chez un ami et le soleil me priait d'aller à l'extérieur donc je suis sortie et je me suis allongée sur l'herbe, ce que je n'avais pas fait depuis un moment, et je me suis sentie immédiatement en paix. La chanson décrit la connexion que nous avons avec la terre. »
- Le Notte del Silenzio (duo avec Humphrey Berney) : « Une autre chanson originale, je l'ai écrite avec une personne du nom Antonio Galbiati, au style très vieux, tous les deux assis au piano : j'ai écrit les paroles en anglais et il a écrit les paroles en italien, le refrain est en italien et les couplets sont en anglais, une sorte de rencontre des cultures. Je suis une adepte des chansons italiennes et avant de l'écrire nous avons déjeuné ensemble et discuté du grand héritage des chansons napolitaines, leur humour, leur capacité à susciter l'émotion et surtout comment elles traversent les cultures. »
- Shenandoah: « C'est une chanson folk américaine qui est née dans une cabane de rivière mais qui est devenue populaire auprès des équipages de marins autour du début des années 1880; une autre parmi les préférées de ma Grand-Mère. Il y a littéralement une douzaine de couplets mais j'ai choisi ceux qui me parlent le plus. C'est extraordinaire comment la musique évolue comme cela. »
- Whispering Hope : « Je crois que c'est un hymne américain, je l'ai entendu pour la première fois en Nouvelle-Zélande où il n'est pas très connu. Nous avons enregistré la chanson avec un chœur. Elle est très optimiste ce qui se ressent comme un souffle d'air frais. »
- Summer Rain : « C'est une chanson pour laquelle j'avais des idées mais que je n'avais pas eu la chance de développer jusqu'à ce qu'un jour je m'assois avec un parolier qui faisait partie de mon groupe lors d'une tournée aux États-Unis, appelé Jeff Franzel. Il l'a développée avec moi comme seuls les paroliers expérimentés peuvent le faire. C'est une chanson d'amour qui décrit la façon dont l'amour peut raviver, tout comme la pluie un jour de chaleur. J'avais la mélodie et j'avais les paroles et je voulais vraiment amener la chanson vers son achèvement, lui donner un peu de structure. Parfois ces petits détails font la différence. »
- Danny Boy : « Il y a un peu de mystère derrière les origines de la chanson. Les paroles apparurent d'abord imprimées dans un livre de musique irlandaise traditionnelle, cependant je crois que c'était une création anglaise/américaine. Nana et moi avions l'habitude de la chanter tout le temps. Quand je lui ai dit au téléphone que j'allais l'enregistrer, elle a commencé à me la chanter en retour. »
- One Fine Day : « Cette pièce est tirée de l'opéra de Puccini Madame Butterfly, qui se déroule au Japon. Les paroles sont à l'origine en italien, toutefois je l'ai enregistré en anglais. Bien avant d'être assez âgée pour aller à l'opéra, j'avais entendu la version que je chante ici. Elle est plus dans un format de chanson, peut-être moins dramatique que celle chantée par les divas de l'époque, mais pas moins poignante en ce que l'histoire est tout aussi captivante portée par une mélodie qui se classe parmi les plus extraordinaires du siècle dernier. »
- Santa Lucia : « C'est une chanson napolitaine rendue célèbre par le grand Caruso. C'est une autre chanson amusante à chanter. C'est en somme une chanson parlant d'un homme qui s'en va: 'Hé! Tout le monde, venez sur mon bateau et nous pourrons naviguer sur les eaux, c'est une belle nuit'. Je l'interprète dans un sens plutôt différent de la façon dont l'a immortalisé Caruso. Je m'imagine dans un restaurant italien avec un groupe de musiciens se rassemblant autour de moi pour me chanter une sérénade (dans mes rêves !!). »
- The Heart Worships : « Cette pièce écrite par Gustav Holst (célèbre pour son œuvre Les Planètes) était l'une des favorites du public parmi ses compositions. Il était tombé sur le texte par accident. J'ai aussi trouvé cette chanson par accident et j'ai été immédiatement plongée dans l'intensité de l'émotion à la fois de la musique et des paroles. Elle a une tranquillité apaisante, totalement étrangère à l'agitation de la vie dans une grande ville. »
- E Pari Ra : « C'est une chanson traditionnelle maori. En Nouvelle-Zélande, nous sommes entourés de culture maori donc je ressens une forte connexion avec cette chanson. Je me rappelle distinctement quand, chaque semaine, nous chantions tous ensemble à l'école et qu'il y avait toujours un professeur pour nous accompagner à la guitare. Les chansons maori ont cette belle et prenante simplicité. »
- Sonny : « C'est une chanson d'origine irlandaise et l'une de mes chansons préférées de tous les temps, une que j'ai enregistrée juste avec voix et piano. Elle parle d'une mère qui chante à son fils pour lui dire : 'Ne me laisse pas ici toute seule ; ton père est parti ; ne me laisse pas.' Des paroles à fendre le cœur ! Mon arrière-grand-mère était irlandaise donc c'est dans le sang et je me souviens de façon très nette transformer les paroles en images alors qu'elle me la chantait. »
- Summer Fly : « J'ai entendu cette chanson pour la première fois il y a quelques années et j'ai adoré la sensation qu'elle procurait. C'est seulement après avoir attentivement écouté les paroles que j'ai réalisé que c'était à propos du sentiment d'être jeune et combien l'été passait à toute vitesse. »
- Melancholy Interlude : « C'est un morceau de John Dowland, un compositeur anglais de la Renaissance. La première fois que j'ai entendu le morceau, il était joué à la guitare et je l'ai téléchargé tout de suite sur mon ordinateur portable. J'étais au Japon, il était à peu près deux heures du matin et l'entendre m'a tellement enthousiasmée. J'ai simplement pensé : 'Ouah, voilà une mélodie incroyable et qui fonctionnerait très bien en chanson' donc j'ai commencé à écrire les paroles immédiatement. Je devrais peut-être être effrayée que tous les fans de John Dowland (il en a beaucoup) ne me pourchassent ! »
- Bist Du Bei Mir : « Cette très belle pièce de Gottfried Heinrich Stoelzel (souvent attribuée par erreur à Bach) a une vertu réconfortante. Même lorsque je l'ai entendu pour la première fois en Nouvelle-Zélande sans vraiment comprendre le texte allemand, elle a créé en moi une chaude lueur. J'ai choisi d'être chanteuse, je ne voudrais le changer pour rien au monde mais il m'arrive souvent de me retrouver seule dans des lieux comme des chambres d'hôtels et c'est une chanson que j'écoute pour trouver du réconfort. »
- Abide with me : « C'est un hymne très connu en Angleterre et, alors que la chanson pourrait sembler assez sombre, c'est en fait un hymne qui a la capacité de vous sortir de votre désespoir. J'ai enregistré le premier couplet a cappella parce que je pense que les paroles méritent qu'on s'interroge sur elles et méritent d'être recueillies complètement. »

## Liste des titres
Version anglaise et internationale
1. Let Me Lie
2. Le Notte Del Silenzio
3. Santa Lucia
4. Whispering Hope
5. Summer Rain
6. Danny Boy
7. One Fine Day
8. Shenandoah
9. The Heart Worships
10. E Pari Ra
11. Sonny
12. Summer Fly
13. Melancholy Interlude
14. Bist Du Bei Mir
15. Abide with me

Version iTunes Angleterre
1. Let Me Lie
2. Le Notte Del Silenzio
3. Shenandoah
4. Whispering Hope
5. Summer Rain
6. Danny Boy
7. One Fine Day
8. Santa Lucia
9. The Heart Workships
10. E Pari Ra
11. Sonny
12. Summer Fly
13. Melancholy Interlude
14. Bist Du Bei Mir
15. Abide with me
16. Jekyll (Theme song)
17. The Last Rose Of Summer

Version américaine, canadienne, australienne et néo-zélandaise
1. Let Me Lie
2. Scarborough Fair
3. Shenandoah
4. Summer Fly
5. Whispering Hope
6. Danny Boy
7. Summer Rain
8. The Last Rose Of Summer
9. One Fine Day
10. Sonny
11. The Water Is Wide
12. Melancholy Interlude
13. Abide with me

Edition Spéciale néo-zélandaise:
1. Let Me Lie
2. Scarborough Fair
3. Shenandoah
4. Summer Fly
5. Whispering Hope
6. Danny Boy
7. Summer Rain
8. The Last Rose Of Summer
9. One Fine Day
10. Sonny
11. The Water Is Wide
12. Melancholy Interlude
13. Abide with me
14. Le Notte Del Silenzio
15. E Pari Ra
16. Bist Du Bei Mir
17. The Heart Workships
18. Santa Lucia
19. God Defend New Zealand

## Sources
- Description des chansons